# Convento de Franciscanos (Velada)
El convento de Franciscanos es un convento ubicado en el municipio español de Velada, en la provincia de Toledo.

## Descripción
El conjunto conventual está formado por edificios diferenciados: uno el convento propiamente dicho (celdas) y el otro la iglesia y parte de los servicios del convento (comedores).
La fábrica del primero es de mampostería y ladrillo, así como la parte trasera del segundo, también con mampuesto en su zócalo, y con cajones entre ladrillos en el resto. El segundo tiene la fachada principal de sillares, apreciándose los arranques de un arco en el extremo derecho de la misma, que, posiblemente, fuera ideado para comunicar la Iglesia con el cercano Palacio de Velada.
El convento se organiza alrededor de un claustro cuadrado, de dos alturas, cuya parte baja está cegada en casi su totalidad, dejándose ver únicamente, en la mayor parte de sus lados, la cara exterior de los pilares. En su parte superior presenta pequeños huecos entre pilastras. 
En el centro del otro edificio está la iglesia, de planta de cruz latina, con una sola nave, dividida en tres tramos por pilastras, entre las que hay grandes arcos de medio punto que forman nichos en los entrepaños. El coro, elevado, ocupa todo el último tramo. Se cubre la nave por bóveda de cañón con lunetos. El crucero se cubre con bóveda de media naranja sobre pechinas, con lunetos en los gajos. También cuentan con cañón con lunetos, los brazos y la cabecera. Hay una puerta adintelada en el segundo tramo de la nave, hoy cegada. En la cabecera también hay otra puerta de conexión con la Sacristía.
Al exterior, los huecos se reparten regularmente en fachada. La portada es adintelada, enmarcada por medias columnas, que sujetan entablamento, y sobre él un segundo orden, semejante al primero, con azulejos en el centro, representando a San Antonio, rematado por un frontón formado por dos grandes volutas, partido por otro azulejo. Sobre el eje de simetría y sobre la cubierta, se levanta una columna dórica de fuste cilíndrico estriado. También tiene una espadaña, de un ojo semicircular, cubierta por frontón triangular, y que cuenta con remate en forma de pináculo.
Su fundador habría sido Gómez Dávila, segundo marqués de Velada, en 1571, y el arquitecto encargado de la erección del complejo Francisco de Mora.